# Beatrice the Sixteenth
Beatrice the Sixteenth: Being the Personal Narrative of Mary Hatherley, MB, Explorer and Geographer est un roman utopique féministe de 1909 de l'avocate, écrivaine et militante britannique Irene Clyde. Clyde pourrait être qualifiée de non binaire, transgenre ou comme femme trans au XXe siècle. Le livre relate l'histoire d'un voyageur temporel qui découvre un monde perdu, qui contient une société post-genre.

## Résumé de l'intrigue
La protagoniste Mary Hatherley, MB, exploratrice et géographe, voyage à travers le désert quelque part en Asie Mineure. Un coup de pied de chameau l'envoie dans un autre plan d'existence, qui semble appartenir à une époque antérieure au Christ.
Mary est sauvée par un groupe de personnes blondes et rasées de près portant des robes et est conduite dans leur royaume, connu sous le nom d'Armeria. C'est une monarchie esclavagiste dirigée par la reine Béatrice seizième. Les Armériennes vivent dans de luxueux palais et se battent avec des fléchettes, des javelots et des épées. ERn sus leurs capacités de combat, les autochtones maîtrisent à la fois l'agriculture et le gouvernement.
Il y a deux classes de personnes, libres et esclaves : les esclaves peuvent demander à changer de ménage s'ils le souhaitent. Les Armériennes suivent un régime végétarien strict, ayant cessé d'abattre des animaux depuis plus de mille ans. Les partenariats de vie sont connus sous le nom de «conjux» et le divorce est inconnu; les relations semblent être basées sur l'amour et la camaraderie, plutôt que sur le sexe. Les Armériennes étant incapables de se reproduire, les nourrissons sont achetés à une tribu voisine.
La langue armérienne est une combinaison de latin et de grec, avec laquelle Mary est familière et elle ne contient aucun nom genré. Mary est bientôt capable de comprendre et de communiquer et est attirée par Ilex, l'une des figures de proue du royaume.
Mary découvre un complot visant à détrôner la reine Béatrice au profit de la reine d'Uras, un royaume voisin. Cela se traduit par le renvoi des traitres et une guerre avec le royaume d'Uras, dans laquelle Marie aide Armerias à remporter la victoire.
Après la guerre, Mary se voit offrir un moyen de rentrer chez elle par l'astrologue de la cour, mais décide de rester et de former un conjux avec Ilex. Mary utilise l'aide de l'astrologue pour envoyer un manuscrit à un ami en Écosse dans notre monde, qui s'arrange pour qu'il soit publié par Irene Clyde.

## Thèmes

### Défamiliarisation
Béatrice seizième a été décrite comme un exemple réussi de défamiliarisation, en ce qu'elle place le lectorat dans un monde initialement sans aucune indication de genre, ce qui met à rude épreuve la tentative du lecteur d'appliquer les paradigmes sociaux existants qui nécessitent une catégorisation de genre.

### Genre et sexualité
Le roman est cité comme un prédécesseur d'autres utopies féministes et de la pensée féministe radicale moderne sur le genre et la sexualité. Certains commentaires attirent l'attention sur la façon dont le roman évite initialement l'utilisation de pronoms sexués, se référant plutôt aux personnages comme une «figure», une «personne» ou un «personnage», mais à mesure que le roman progresse, les pronoms sexués tels que «elle» sont de plus en plus utilisés. et les caractéristiques féminines sont manifestement valorisées. D'autres, comme Sonja Tiernan, soutiennent que bien qu'Armeria soit présentée comme asexuée, les personnages semblent toutes être des femmes. Emily Hamer appelle le livre une histoire d'amour lesbienne. L'évitement délibéré par l'auteur de genrer les personnages du livre a été mis en contraste avec le roman de 1969 d'Ursula K. Leguin, La Main gauche de la nuit, qui utilise des pronoms masculins pour désigner ses personnages asexués. Il a également été comparé à Herland de Charlotte Perkins Gilman, publié six ans plus tard, en 1915, avec Béatrice seizième décrite comme étant « plus radicale ». Le livre est considéré comme l'un des premiers exemples de littérature transgenre.

### Mariage
Sonja Tiernan soutient que le livre critique le mariage hétérosexuel et le présente comme n'étant rachetable que lorsqu'il est basé sur une relation entre personnes de même sexe.

## Réception
Le roman se vend mal et des exemplaires sont encore détenus par l'éditeur dans les années 1950. Il a été décrit comme « bien écrit, intéressant et ses personnages sont plus que de simples marionnettes » par un critique contemporain. Un autre a fait valoir que les Aventures de Mary Hatherley aurait été un meilleur titre, mais a fait l'éloge du végétarisme des Armériennes. Une critique dans le Herald of the Cross a interprété le livre comme ayant un message spirituel et occulte, déclarant que l'autrice « souhaite représenter l'expérience de l'âme sur un plan de conscience occulte ». Louise Radford Wells a qualifié le roman d'«histoire assez inhabituelle» et a d'abord été confuse par le sexe des personnages, jusqu'à se rendre compte que « chaque héroïne est aussi un héros »; elle a terminé sa critique en déclarant que le livre « "est très bien écrit et s'avère divertissant" ». Une critique dans The Guardian a spéculé sur le fait de savoir si l'autrice était une suffragette passionnée. La critique a également décrit la société dans le livre comme un endroit magnifique, mais a estimé que le livre manquait de détails supplémentaires sur le fonctionnement de cette société. Dans l'ensemble, la critique qualifie le style du livre d'incohérent, mais estime qu'il présente des idées intéressantes.

### Critique
Un critique contemporain de sa publication a décrit les conditions de mise en scène du livre « comme très singulières et difficilement compréhensibles, par conséquent l'histoire manque quelque peu de ce que l'on peut appeler l'intérêt humain ».

Melanie Taylor dans Changing Subjects, décrit le roman comme un conte hautement invraisemblable, avec un «style de prose plutôt turgescent», qui présente une vision idéalisée de «ce qui est finalement un monde entièrement féminin"» arguant qu'il ne représente pas un véritable utopie :
Loin d'être l'état idéal qu'il se propose d'être, ce monde est criblé de ses propres divisions et conflits. Les distinctions hiérarchiques et binaires sont les pôles fondateurs de cette existence alternative – Armeria/Uras, peuples libres/esclaves, civilisés/barbares – tandis que dans ses pratiques de « conjux » (qui signifie « une personne unie ») les conventions occidentales de la monogamie et du mariage sont maintenues.

## Éditions
Une nouvelle édition du livre devrait être publiée en 2023 par Mint Editions.

## Annexe